# Chloroclystis joannisata
Chloroclystis joannisata là một loài bướm đêm trong họ Geometridae.